# دهلاویه
دهلاویه روستایی است در شمال غربی سوسنگرد در استان خوزستان.

## تاریخچه
در روند جنگ ایران و عراق و پس از پدافندی ده روزه در ۲۴ مهر۱۳۵۹،  کشور عراق بر این روستا مسلط شد. از آن پس این منطقه صحنه نبرد ستاد جنگ‌های نامنظم بود. سرانجام در ۲۷ شهریور۱۳۶۰، ایران در عملیات شهید مدنی این منطقه را از عراق بازپس‌ گرفت.
مصطفی چمران، وزیر دفاع و نماینده مجلس شورای اسلامی در ۳۱ خرداد ۱۳۶۰ در این منطقه بر اثر اصابت خمپاره  کشته شد و سالها پس از این واقعه، یادمانی نیز برای وی در این منطقه ساخته‌شده‌است که در سال ۱۳۸۴ پیکر رزمنده‌ای گمنام در  مرکزی آن به خاک سپرده شد.